# 윤정립
윤정립(尹貞立, 1571년(선조 4년) ~ 1627년(인조 5년))은 조선전기의 화가이다. 윤의립의 아우로서 자는 강중(剛仲), 호는 학산(鶴山), 매헌(梅軒)이며 1605년(선조 38) 진사(進士)직을 거쳐 군수(郡守)를 지냈다. 인물과 산수를 잘 그렸는데 화적으로 덕수궁 미술관 소장의 <관폭도(觀瀑圖)>가 남아 있다.